# Ašur-dugul
Ašur-dugul (klinopisno maš-šur-du-gul, "Glej k (bogu) Ašurju!") je bil kralj Asirije, ki je vladal v 18. stoletju pr. n. št. v obdobju zmede v asirski zgodovini. V Seznamu asirskih kraljev je omenjen kot 44. vladar. Vladal je šest let. Bil je uzurpator, ki je strmoglavil Amorita Mut-Aškurja, za Asirce tujca in babilonskega vazala.

## Življenje
Na oblast je prišel po strmoglavljenju amoritske dinastije, ki jo je ustanovil Šamši-Adad I. Po propadu dinastije so se v vakuumu moči za oblast borili lokalni vojskovodje. Šamši-Adadova dinastija je bila očitno zelo osovražena, kar potrjuje napis  na Puzur-Sinovi alabastrni plošči. Puzur-Sin, sicer nedokazan asirski vladar, v napisu omenja,  da je strmoglavil Šamši-Adadovega potomca Asinuma. Na Seznamu asirskih kraljev o Ašur-dugulu piše, da je bil »nikogaršnji sin brez pravice do prestola«, kar pomeni, da ni kraljevskega porekla in zato neprimeren za vladarja po patrilinealnem načelu legitimnosti, na katero so se sklicevali kasnejši monarhi.
V tistem času se je na prestolu zvrstilo še »šest drugih nikogaršnjih sinov«, kar verjetno kaže na razdrobitev cesarstva na mala asirska kraljestva z rivalskimi kandidati za asirski prestol. Newgrosh domneva, da so bili kandidati verjetno limmuji, uradniki, ki so jih imenovali vsako leto in po njih imenovali leta. Zadnji od njih je bil Adasi, ki je uspel umiriti razmere v državi in ustanoviti svojo Adasidsko dinastijo. 
Ašur-dugul je omenjen samo na obeh seznamih kraljev. Nasledil ga je Adasijev sin Bel-bani.